# Iraq xâm lược Kuwait
Cuộc xâm lược Kuwait, còn được gọi là cuộc chiến tranh Iraq-Kuwait, là 1 cuộc xung đột lớn giữa Ba'athist Iraq và các Tiểu vương quốc Kuwait, và dẫn đến việc chiếm đóng Iraq 7 tháng dài đối với Kuwait, và sau đó dẫn đến sự can thiệp quân sự bởi các lực lượng do Mỹ chỉ huy trong cuộc chiến tranh Vùng Vịnh và Iraq đốt 600 giếng dầu của Kuwait.
Năm 1990, Iraq cáo buộc Kuwait ăn cắp dầu mỏ của Iraq qua khoan xiên, mặc dù một số nguồn tin Iraq chỉ ra việc Saddam Hussein quyết định tấn công Kuwait đã được thực hiện một vài tháng trước khi cuộc xâm lược trên thực tế. một số người cảm thấy có nhiều lý do cho hành vi của Iraq, bao gồm cả Iraq không có khả năng chi trả hơn 80 tỷ USD đã được vay để tài trợ cho cuộc chiến tranh Iran-Iraq, và việc Kuwait sản xuất dầu quá mức mà khiến cho thu nhập của Iraq sụt giảm. Cuộc xâm lược bắt đầu vào ngày 2 tháng 8 năm 1990, và trong vòng hai ngày giao tranh dữ dội, hầu hết các lực lượng vũ trang Kuwait hoặc bị đánh tan tác bởi Vệ binh Cộng hòa Iraq hoặc chạy qua nước láng giềng Ả Rập Xê Út và Bahrain. Tiểu vương quốc Kuwait được sáp nhập, và vài ngày sau đó Saddam Hussein đã công bố Kuwait là tỉnh thứ 19 của Iraq.